# 1774
Évszázadok: 17. század – 18. század – 19. század
Évtizedek: 1720-as évek – 1730-as évek – 1740-es évek – 1750-es évek – 1760-as évek – 1770-es évek – 1780-as évek – 1790-es évek – 1800-as évek – 1810-es évek – 1820-as évek
Évek: 1769 – 1770 – 1771 – 1772 –  1773 – 1774 – 1775 – 1776 – 1777 – 1778 – 1779

## Események

### Határozott dátumú események
- január 21. – I. Abdul-Hamid lesz az Oszmán Birodalom 28. szultánja.[1]
- február 4. – Kiskunfélegyháza mezővárosi  rangot kap.[2]
- február 14. – VI. Pius pápa megválasztása.[3]
- március 31. – A brit parlament elfogadja a „kényszertörvények” közül az elsőt, amely kimondja, hogy a bostoni kikötőt le kell zárni, amíg a város kártérítést nem fizet a teáért.[4]
- május 10. – Franciaországban trónra lép XVI. Lajos.[5]
- június 1. – Hatályba lép a bostoni kikötőről szóló törvény.[6]
- július 21. – Megkötik a kücsük-kajnardzsi békét Oroszország és az Oszmán Birodalom között.[1]
- szeptember 5. – Összeül az első kontinentális kongresszus, meghirdetik a kényszertörvényekkel szembeni ellenállást, és felszólítanak a brit áruk bojkottálására, a Nagy-Britanniába irányuló export embargójára.[7]
- december 6. – Mária Terézia elrendeli az általános tankötelezettséget 6–12 éves korig.[8]

### Határozatlan dátumú események
- január – London tudomást szerez a bostoni tea megsemmisítéséről és több amerikai tiltakozásáról.[6]
- nyár – Massachusettsi tüntetők szembeszegülnek a kényszertörvényekkel, megzavarják a helyi bíróságok ülését, és lemondatják a testület tagjait.[6]
- az év folyamán – Először hoznak be a Fokföldről Európába muskátlit.[9]

## Az év témái

### 1774 az irodalomban
- szeptember 29. – A lipcsei könyvvásáron megjelenik Johann Wolfgang von Goethe: Az ifjú Werther szenvedései című levélregénye.

## Születések
- január 1. – André Marie Constant Duméril, francia zoológus, a herpetológia és az ichthiológia professzora († 1860)
- február 3.
  - Carl Brandan Mollweide, német csillagász, matematikus († 1825)
  - Roykó János, író († 1838)
- július 20. – Auguste Frédéric Louis Viesse de Marmont, Raguza hercege, francia marsall († 1852)
- november 4. – Carlos María de Bustamante, mexikói függetlenségi harcos, politikus, újságíró, történész († 1848)
- november 5. – Babarczy Imre, magyar alispán, műfordító. Babarczy Imre báró apja († ismeretlen)
- november 14. – Gaspare Spontini Franciaországban működött olasz zeneszerző († 1851)

## Halálozások
- január 21. – III. Musztafa oszmán szultán[1] (* 1717)
- május 10. – XV. Lajos francia király [10] (* 1710)
- június 22. – Bartholomäus Bausner, nagyszebeni városi tanácsos (* 1698)
- szeptember 22. – XIV. Kelemen pápa (* 1705)[11]
- november 30. – Beer Frigyes Vilmos magyar evangélikus lelkész és iskolaigazgató (* 1691)
- december 16. – François Quesnay francia fiziokrata közgazdász, Madame de Pompadour és XV. Lajos orvosa (* 1694)